# Новосибирский строительно-монтажный колледж
Новосибирский строительно-монтажный колледж — среднее специальное учебное заведение в Дзержинском районе Новосибирска, основанное в 1948 году.

## История
Учреждение было создано в 1948 году постановлением Совета Министров СССР № 3736 от 16 ноября 1946 года и первоначально называлось строительным техникумом Главмашстроя при Совете Министров СССР. В тот период учебное заведение занимало одноэтажное здание на улице Ленина и подготавливало кадры по двум специальностям: промышленное и гражданское строительство; строительно-дорожные машины и оборудование. На должность директора назначили П. Н. Новикова (1948—1953).
В 1955 году состоялся первый выпуск (40 механиков и 45 строителей). К этому моменту учебным заведением руководил уже новый директор — Б. Х. Бараник, кавалер ордена «Знак Почёта». За время его работы было возведено общежитие на 600 человек и получено здание на Каменском шоссе (сейчас — проспект Дзержинского, 1).
В мае 1957 — ноябре 1965 года должность директора занимал А. М. Лучкин. При нём завершилось строительство учебно-производственного корпуса на Обдорской улице, гаража и жилого дома для сотрудников.
В 1959 году учебное заведение переименовали в монтажный техникум, который перешёл под управление Госмонтажспецстроя СССР (впоследствии — Минмонтажспецстрой СССР). К уже существующим специальностям добавились новые: монтаж электрооборудования промышленных предприятий; монтаж сантехнических устройств зданий; строительные и дорожные машины и оборудование.
При директоре В. Ф. Клишеве (1963—1973) на отведённой для техникума территории в Дзержинском районе были возведены здание производственных мастерских и новый учебный корпус. В учреждении велось обучение по шести специальностям (дневная, вечерняя и заочная формы).
В 1973 году директором был назначен В. В. Помогайбо, заслуженный учитель Российской Федерации.

## Выпускники
Выпускники монтажного техникума участвовали в строительстве различных государственных объектов: нефтехимических (Тобольск, Омск, Томск) и горнометаллургических (Кузбасс) предприятий; высотных строений Нижнего Новгорода, Южного Сахалина, Хабаровска и других дальневосточных городов; предприятий энергетики в Якутии и Бурятии, заводов алюминиевого и кабельного производства Иркутска, Ангарска, Улан-Удэ и Якутска; трудились на монтаже вентиляции, водопровода и теплоснабжения космодромов Байконура, Плисецка и Свободного; работали на стройках КАМАЗа, БАМа, Атоммаша, Усть-Илимского лесопромышленного комплекса. Многие выпускники принимали участие в работе на территории развивающихся стран.

## Филиалы
Ранее действовали филиал в Красноярске и УКП в Омске. В 1995 году был создан филиал в Искитиме (в прошлом — Чернореченский индустриальный техникум промстройматериалов).